# Lindera erythrocarpa
Lindera erythrocarpa là loài thực vật có hoa trong họ Nguyệt quế. Loài này được Makino miêu tả khoa học đầu tiên năm 1897.